# اچ‌ام‌اس بلیک (۱۸۸۹)
اچ‌ام‌اس بلیک (۱۸۸۹) (به انگلیسی: HMS Blake (1889)) یک کشتی بود که طول آن ۳۷۵ فوت (۱۱۴٫۳ متر) بود. این کشتی در سال ۱۸۸۹ ساخته شد.